# David Darling
David Darling (Elkhart, 3 de març de 1941 - Goshen, 8 de gener de 2021) va ser un violoncel·lista i compositor estatunidenc entregat a les músiques world, jazz i clàssica.

## Biografia
Va començar a estudiar violoncel als 10 anys, i va continuar a la Universitat d'Indiana. Després va ensenyar música a diverses escoles elementals i el 1968 es va unir a la Western Kentucky University, dirigint-hi l'orquestra.
El 1970 es va unir al Paul Winter Consort (grup de música d'avantguarda que experimentava amb músiques del món), alhora que formava part de l' Orquestra Simfònica de Nashville; el 1977, va escollir una carrera en solitari.
El 1986 va iniciar programes d'educació musical a les escoles: Young Audiences, Inc. i Music for People .
Va tocar amb Bobby McFerrin, Spyro Gyra i els Wulu Bunun (aborígens taiwanesos),
Ha compost la música per a una dotzena de pel·lícules, incloses Until the End of the World i Heat. La seva música ha estat utilitzada molt sovint per Jean-Luc Godard des de principis dels 90.
El 2002 va rebre un premi Grammy.

## Discografia
- The Darling Conversations, (2007, amb Julie Weber)
- Open Window, (2003, amb John Marshall)
- The Tao of Cello, (2003)
- Refuge, (2002, amb Terry Tempest Willimas)
- River Notes, (2002, amb Barry Lopez)
- Cello Blue, (2001)
- Musical Massage - In Tune, (2001, amb l'Adagio Ensemble i John Marshall)
- Musical Massage - Balance, (2000, amb l'Adagio Ensemble)
- Epigraphs, (2000, amb Ketil Bjørnstad)
- The Sea II, (1998, amb The Sea Group)
- The River, (1997, amb Ketil Bjørnstad)
- Window Steps, (1996, amb Pierre Favre)
- Darkwood, (1995)
- The Sea, (1995, amb The Sea Group)
- 8-String Religion, (1993)
- Migration, (1992, amb Peter Kater)
- Cello, (1992)
- Until the End of the World (soundtrack), (1991) (B.O.F.)
- Homage, (1989, amb Peter Kater)
- Amber, (1987, amb Michael Jones
- Eos, (1984, amb Terje Rypdal)
- Cycles, (1981, amb Collin Walcott, Jan Garbarek, Oscar Castro-Neves, Steve Kuhn, Arild Andersen)
- Journal October, (1980)

Paul Winter Consort:
- Icarus, (1972)
- Road, (1970)